# Марингер, Эрика
Э́рика «Ри́ки» Ма́рингер, в замужестве Шпис (нем. Erika "Riki" Mahringer-Spieß; 16 ноября 1924, Линц — 30 октября 2018) — австрийская горнолыжница, выступавшая в слаломе, гигантском слаломе и скоростном спуске. Представляла сборную Австрии по горнолыжному спорту в 1947—1954 годах, двукратная бронзовая призёрка зимних Олимпийских игр в Санкт-Морице, обладательница двух серебряных медалей чемпионатов мира, шестикратная победительница австрийского национального первенства.

## Биография
Эрика Марингер родилась 16 ноября 1924 года в городе Линц, Верхняя Австрия. Уже в детстве проявила талант к спорту, серьёзно заниматься горными лыжами начала после переезда в Тироль во время обучения в Инсбрукском университете. В 1947 году одержала победу в гигантском слаломе на склоне горы Мармолада и вошла в основной состав австрийской национальной сборной.
Первого серьёзного успеха на взрослом международном уровне добилась в сезоне 1948 года, когда впервые выиграла чемпионат Австрии в зачёте скоростного спуска и благодаря череде удачных выступлений удостоилась права защищать честь страны на зимних Олимпийских играх 1948 года в Санкт-Морице. В скоростном спуске заняла итоговое 19 место, тогда как в слаломе и комбинации в обоих случаях завоевала бронзовые олимпийские медали (эти результаты также пошли в зачёт разыгрывавшегося здесь мирового первенства).
Став двукратной бронзовой олимпийской призёркой, Марингер осталась в главной горнолыжной команде Австрии и продолжила принимать участие в крупнейших международных соревнованиях. Так, в 1950 году она побывала на чемпионате мира в Аспене, откуда привезла две награды серебряного достоинства, выигранные в слаломе и скоростном спуске — уступила здесь только соотечественницам Труде Байзер и Дагмар Ром соответственно. На австрийском национальном первенстве 1951 года была лучшей во всех четырёх женских дисциплинах: слаломе, гигантском слаломе, скоростном спуске и комбинации. За это выдающееся достижение по итогам сезона была признана лучшей спортсменкой Австрии.
На чемпионате Австрии 1952 года одержала победу в скоростном спуске, став таким образом шестикратной чемпионкой страны по горнолыжному спорту. Находясь в числе лидеров австрийской национальной сборной, благополучно прошла отбор на Олимпийские игры в Осло, тем не менее, на сей раз попасть в число призёров не смогла — в слаломе по сумме двух попыток заняла 22 место, в гигантском слаломе финишировала семнадцатой, в то время как в скоростном спуске стала четвёртой, остановившись в шаге от призовых позиций.
Последний раз показала сколько-нибудь значимые результаты на международной арене в сезоне 1954 года, когда выступила на мировом первенстве в Оре, где финишировала восьмой в слаломе, седьмой в гигантском слаломе, двенадцатой в скоростном спуске и заняла четвёртое место в комбинации. Вскоре по окончании этих соревнований приняла решение завершить спортивную карьеру.
Впоследствии вышла замуж за австрийского лыжника Эрнста Шписа, вместе в 1955 году они открыли первую в мире специализированную детскую лыжную школу Riki’s Skikindergarten. Их дети Ули Шпис и Никола Шпис тоже стали достаточно известными горнолыжниками, состояли в австрийской национальной сборной в этом виде спорта.